# Bloody Kiss
Bloody Kiss (jap. ブラッディ キス) ist eine zweiteilige Manga-Serie der japanischen Zeichnerin Kazuko Furumiya und lässt sich in die Kategorie der Shōjo-Manga einordnen. Der erste Band wurde in Japan im Dezember 2006 und der zweite im September 2007 veröffentlicht. Die Manga-Serie wurde mehrfach übersetzt.

## Handlung
Es geht um das junge Mädchen Kiyo Katsuragi, das in ein Haus, das von zwei Vampiren bewohnt wird, einzieht. Der Vampir Kuroboshi verliebt sich in sie und möchte sie zu seiner Verlobten machen, sodass nur er ihr Blut trinken darf. Kiyo hält ihn vorerst auf Abstand, doch auf dem Schulball kommen sie sich näher. Als sie eines Tages einen Teilzeitjob annimmt, ist Kuroboshi alles andere als begeistert. Im Restaurant wird der gutaussehende Vampir von allen weiblichen Gästen umschwärmt, was ihn allerdings nicht sonderlich interessiert, er hat nur Augen für „seine“ Kiyo. Doch die beiden halten trotz ihrer Neider fest zusammen.

## Veröffentlichung
In Japan erschien der Manga zunächst von Mai 2004 bis März 2005 im Magazin Hana to Yume des Verlags Hakusensha. Später wurden die Kapitel in zwei Sammelbänden herausgebracht:
- Band 1, ISBN 978-4-592-18856-8, Veröffentlichung: 18. Dezember 2006[1]
- Band 2, ISBN 978-4-592-18731-8, Veröffentlichung:  19. September 2007[2]

Auf Englisch wurde sie im Jahr 2009 bei Tokyopop herausgebracht. Im Jahr 2010 erschien sie auf Französisch im Verlag Glénat und im März und Mai des Jahres auf Deutsch bei Tokyopop. Außerdem wurde sie ins Chinesische übersetzt.

## Rezeption
Die Reihe belegte 2009 Platz 9 bei einer Leserumfrage von about entertainment für den besten neuen Shōjo-Manga. Die deutsche Zeitschrift Animania nennt die Geschichte weitaus weniger komplex als bei Genre-Star Vampire Knight und sehr einfach gestrickt. Die Hauptfiguren, „der mysteriöse Bishonen-Vampir, die vom Schicksal gebeutelte Heldin und der bizarre Butler-Sidekick“, seien altbekannt und stereotyp. Als „Pausenlesefutter“ für Fans des romantischen Vampir-Genres sei die Serie dennoch geeignet.